# Ottaviano Volpelli

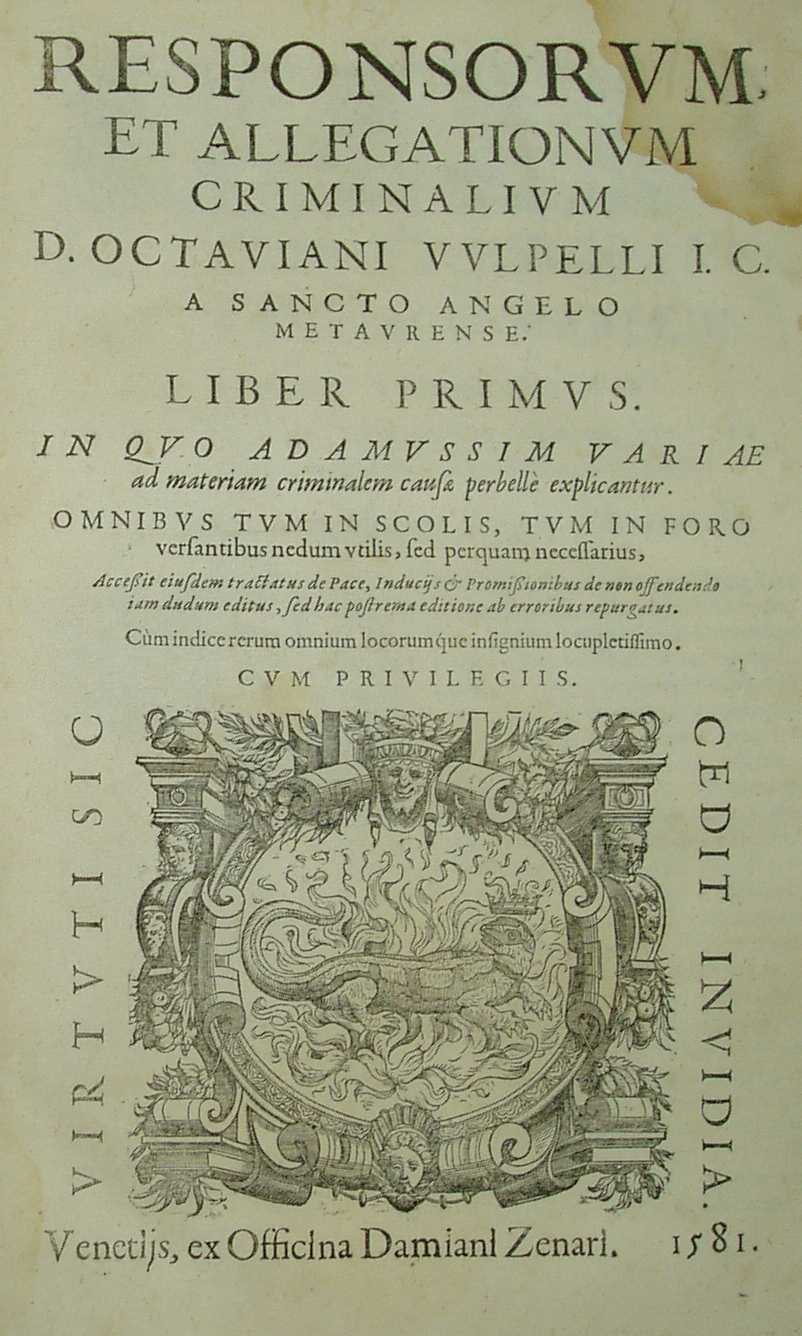
Responsorum et allegationum criminalium di Ottaviano Volpelli, Venezia, 1581

Ottaviano Volpelli, italianizzazione di Octavianus Vulpellus (Sant'Angelo in Vado, ... – ...; fl. XVI secolo), è stato uno scrittore italiano rinascimentale e giureconsulto del Ducato di Urbino.

## Biografia
Nipote di Giovanni Volpelli, figlio di Federico Volpelli e dell'unica figlia ed erede di Giovanni Battista Brizio. Il padre fissò il proprio domicilio a San Leo dopo la morte, o durante la vecchiaia, del suocero Brizio.
Ha svolto la sua attività di giureconsulto presso la corte dei Della Rovere a Urbino sotto i duchi Guidobaldo II e Francesco Maria II.
Negli anni 1539, 1542, 1543 viene nominato podestà (cioè giudice di prima istanza) di Casteldurante (odierna Urbania)
Nell'Archivio di Stato di Firenze, all'interno del Fondo Ducato di Urbino si conservano tre carteggi tra il Volpelli e i duchi Guidobaldo II e Francesco Maria II:
- 1559-1590 Volpelli Ottaviano Al duca da Cagli, dov'era fiscale[8]
- 1560-1564 Volpelli Ottaviano Carteggio con il duca da Roma[9]
- 1575-1581 Volpelli Ottaviano Carteggio da Parma con il duca[10]

Nel 1598 un certo Octavius Vulpellus proveniente dalla Marchia risulta immatricolato allo Studio di Perugia. È dubbio se in questo Octavius sia da riconoscere il nostro giureconsulto o un suo discendente.

### Volpelli e Castelleone di Suasa

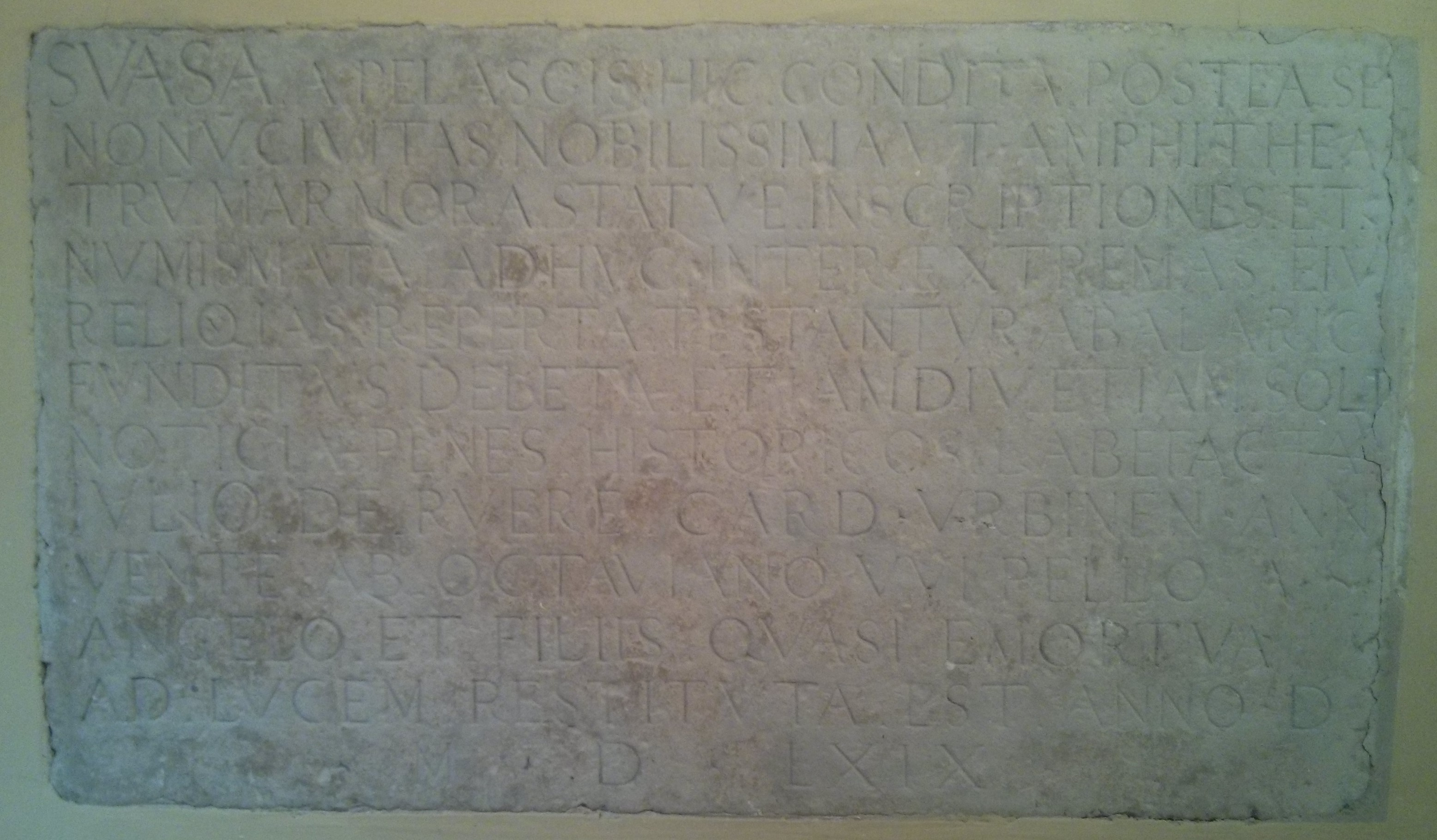
Iscrizione di Ottaviano Volpello, 1569 (CIL XI, 775*)

Di lui ci è nota una residenza a Castelleone di Suasa (AN), nella cosiddetta "Casa del Tappatino" ora parte integrante del parco archeologico di Suasa. Qui si conservano due iscrizioni su architrave che lo ricordano, la prima riporta il suo nome:
Nell'altra è inciso un motto tratto dal Libro dei Salmi:
(Salmo 57 (56),8 e Salmo 108 (107),2)
SVASA.A.PELASGIS.HIC.CONDITA.POSTEA.SE
NONVM.CIVITAS.NOBILISSIMA.VT.AMPHITHEA
TRV.MARMORA.STATVE.INSCRIPTIONES.ET.
NVMISMATA.ADHVC.INTER.EXTREMAS.EIV
RELIQVIAS.REPERTA.TESTANTVR.AB ALARICO
FVNDITVS.DELETA.ETIAMDIV.ETIAMSOLI
NOTICIA.PENES.HISTORICOS.LABEFACTA
IVLIO.DE.RVERE.CARD.VRBINEN.ANN
VENTE.AB.OCTAVIANO.VVLPELLO.A.S.
ANGELO.ET.FILIIS.QVASI.EMORTVA.
AD.LVCEM.RESTITVTA.EST.ANNO.D.
Da notare che è proprio dal suo cognome che deriva la denominazione, ancora in uso, di tutta la località "Pian Volpello" in cui appunto è presente la sua abitazione e il parco archeologico di Suasa.
Un'altra iscrizione, tuttora esistente, in cui viene citato con i figli (Octaviano Vulpello a S. Angelo et filiis) si trova al Palazzo Della Rovere di Castelleone di Suasa, ora sede del museo dedicato alla città romana. L'iscrizione, datata 1569, riporta una ricostruzione storica delle principali vicende riguardanti la città romana. Sebbene i dati riportati, alla luce delle odierne conoscenze, si sono rivelati senza un reale fondamento storico, l'iscrizione è importante perché ci testimonia la presenza viva e consapevole della memoria storica della città romana, ancora non del tutto scomparsa, oltre a fornirci il punto di vista storico che nel Cinquecento si aveva della città romana.
Dall'iscrizione si evince inoltre che il Volpelli, unitamente ai figli, si interessò a un non meglio precisato recupero della città romana, forse in linea con gli ideali umanistici e rinascimentali del tempo.

### I figli
Dall'iscrizione di Castelleone di Suasa sopra descritta ci è nota l'esistenza di due o più figli di Ottaviano Volpelli.
Nel periodo 1580-1582 e da settembre 1593 a settembre 1595 suo figlio Giulio (Giulio d'Ottaviano Volpelli da S. Angelo d'Urbino.) risulta essere Potestà di Lucca. Lo stesso incarico viene ricoperto tra agosto 1596 e agosto 1597 da Camillo Volpelli, forse un altro suo figlio.
Probabilmente si tratta dello stesso Signor Camillo Volpelli metaurense (cioè come Ottaviano, di Sant'Angelo metaurense, oggi Sant'Angelo in Vado) autore della commedia "I veri amanti" edito per la prima volta a Viterbo, 1606 presso Discepolo, poi a Orvieto e Pistoia presso Fortunati, infine a Orvieto presso Ruuli nel 1634 e nel 1643, di cui si conservano alcune copie.
I figli di Ottaviano non ebbero discendenza maschile e il ramo maschile della sua famiglia si estinse.

## Opere
Le sue opere, scritte in latino alla fine del Cinquecento, riguardano argomenti di diritto e giurisprudenza e si conservano in edizioni stampate in numerosi fondi storici di biblioteche italiane e straniere.
- Octauiani Vulpelli ... Tractatus de pace, indutiis, et promissionibus de non offendendo. in quo sex, & centum quaestiones ad forensem praxim pertinentes, examinantur. Cum quaestionum, & materiarum indice. 
  - Venetiis : ex typographia Guerraea, 1573 (Venezia: Domenico e Giovanni Battista Guerra) (BSB Bayerische StaatsBibliothek=GB1=IA, GB2=IA, GB3=IA)
  - Venetiis : expensis Laurentij Peguli, 1573 (Venezia: Domenico & Giovanni Battista Guerra). (BSB=GB1=IA)
- Responsorum, et allegationum criminalium d. Octauiani Vulpelli i.c. a sancto Angelo Metaurense. Liber primus. In quo adamissim variae ad materiam criminalem causae perbelle explicantur. Omnibus tum in scolis, tum in foro versantibus nedum utiles, sed perquam necessarius, accessit eiusdem tractatus de Pace, iudicijs et promissionibus de non offendendo iam dudum editus, sed hac postrema editione ab erroribus repurgatus. Cum indice rerum omnium locorumque insignium locupletissimo. Venetijs: ex officina Damiani Zenari, 1581. (BSB=GB)
- Octauiani Vulpelli a Sancto Angelo Metaurense. De praepositionum, aduerbiorum, & coniunctionum significatione libellus ..., Vrbini: apud Bartholomaeum, & Simonem Ragusios fratres, 1595. (bv2.gva.es=IA)
- Octauiani Vulpelli a Sancto Angelo Metaurense. De libertate ecclesiastica libellus., Vrbini : apud Bartholomaeum, & Simonem Ragusios fratres, 1595.

La sua opera Tractatus de pace è citata da Christoph Besold (1577-1638) in "Operis Politici"